# Stricklandiana
Stricklandiana is een geslacht van kevers uit de familie van de loopkevers (Carabidae). De wetenschappelijke naam van het geslacht is voor het eerst geldig gepubliceerd in 2002 door Bousquet.

## Soorten
Het geslacht Stricklandiana omvat de volgende soorten:
- Stricklandiana batantae (Baehr, 1997)
- Stricklandiana carinata (Baehr, 1997)
- Stricklandiana contracta (Louwerens, 1956)
- Stricklandiana digulensis Baehr, 2011
- Stricklandiana glabrimargo (Baehr, 1997)
- Stricklandiana lata (Darlington, 1968)
- Stricklandiana longicornis (Baehr, 1997)
- Stricklandiana marginalis (Louwerens, 1969)
- Stricklandiana nigra (Sloane, 1907)
- Stricklandiana pericalloides (W.J.MacLeay, 1886)
- Stricklandiana setosa (Baehr, 1997)